# Bruchia vogesiaca
Bruchia vogesiaca là một loài rêu trong họ Bruchiaceae. Loài này được Schwägr. mô tả khoa học đầu tiên năm 1824.